# Kellie Waymire
Kellie Waymire (27 juli 1967 - 13 november 2003) was een Amerikaanse actrice, die vooral bekendheid kreeg door haar rol in het eerste seizoen van Star Trek: Enterprise als bemanningslid  Elizabeth Cutler.
Waymire werd geboren in Columbus in de staat Ohio. Zij ging naar de Southern Methodist University (waar ze de Greer Garson Award zou winnen). Ze behaalde een diploma als Bachelor of Fine Arts in Theater, en verwierf later een diploma van Master in Fine Arts aan de University of California in 1993.
Buiten haar rol in Star Trek: Enterprise, trad ze ook op in de series Wolf Lake (2001) en The Pitts (2003), en in gastrollen in Star Trek: Voyager, Six Feet Under, CSI: Crime Scene Investigation, NYPD Blue, Wonderfalls, Seinfeld, Friends, Everwood. 
Ze stierf plots op 13 november 2003, op de leeftijd van 36 jaar aan hartritmestoornissen in haar huis in Los Angeles.
- International Standard Name Identifier: 0000 0000 6975 9542
- Library of Congress Control Number: no2009130223
- Virtual International Authority File: 96877372
- WorldCat: E39PBJxxdrx8pg3YH74FtTmTpP